# Любицкий, Яков Яковлевич
Яков Яковлевич Любицкий (21 апреля 1860 — лето 1917 или 1918) — генерал-майор Российской императорской армии, участник Первой мировой войны. Кавалер ордена Святого Георгия 4-й степени. В разные времена был командиром двух пехотных дивизий.

## Биография
Яков Яковлевич Любицкий родился 21 апреля 1860 года в Екатеринославской губернии в семье потомственных дворян. В 1876 году окончил Петербургскую военную прогимназию.
23 (по другим данным 26) июля 1876 года поступил на службу в Российскую императорскую армию на правах вольноопределяющегося 3-го разряда в чине рядового, служил в Кексгольмском гренадерском полку. 5 ноября 1877 года был произведён в младшие унтер-офицеры. В 1878 году окончил Варшавское пехотное юнкерское училище, из которого был выпущен в тот же полк. 16 апреля 1878 года был произведён в прапорщики, а 30 августа 1882 года в подпоручики. 27 мая 1885 года был назначен исправляющим должность заведующего оружием, 20 декабря 1886 года был утверждён в должности. 30 августа 1886 года был произведён в поручики. 17 февраля 1891 года был назначен командующим нестроевой ротой. 5 апреля 1892 года был произведён в штабс-капитаны, а после дарования полку прав гвардии был произведён в штабс-капитаны гвардии со старшинством с 6 декабря 1894 года. В чин капитана был произведён со старшинством с 9 апреля 1900 года. В течение 12 лет и 4 месяцев занимал должность командира роты. 3 февраля 1905 года был назначен командующим 2-м батальоном. 17 апреля 1905 года был произведён в полковники. С 4 марта 1905 года был исправляющим должность заведующего хозяйством, а 28 августа 1906 года был утверждён в должности. 23 февраля 1907 года был назначен командующим 2-м батальоном, а с 4 августа 1910 года был командиром 1-го Сибирского стрелкового полка.
Принимал участие в Первой мировой войне. 8 мая 1915 года был допущен к командованию бригадой в 8-й Сибирской стрелковой дивизии. 11 мая 1915 года «за отличия по службе» был произведён в генерал-майоры и был назначен командиром 1-й бригады в 1-й Сибирской стрелковой дивизии. По состоянию на 19 июня 1915 года продолжал оставаться в том же чине и должности. 8 сентября 1915 года был назначен в распоряжение 35-го армейского корпуса с целью временно возглавить 55-ю пехотную дивизию. С 7 февраля по 29 мая 1917 года был командующим 177-й пехотной дивизией. 1 июня 1917 года Приказом по армии и флоту от 29 мая 1917 года за несоответствие данной должности Любицкий был назначен в резерв чинов при Киевском военном округе, а 30 июня был отправлен в отставку.
Существует две версии смерти генерала Любицкого. Первая версия гласит о том, что Яков Яковлевич был убит летом 1917 года солдатами 707-го пехотного Нешавского полка. Эта версия основывается на данных Российского государственного военно-исторического архива, но судя по письму, отправленному Любицким 26 января 1918 года, она является ошибочной. Вторая версия гласит о том, что в 1918 году он отказался служить в Красной армии, за что и был убит большевиками.
Яков Яковлевич был женат на дочери коллежского секретаря Нине Ивановне, урождённой Гинцевич. От этого брака имел троих детей: Наталья (род. 4 июля 1896); Владимир (род. 10 октября 1897) и Адриан (род. 18 июня 1900).

Яков Любицкий (слева) на охоте
Генерал-майор Яков Любицкий с орденом Святого Георгия 4-й степени

## Награды
Яков Яковлевич Любицкий был удостоен следующих российских и австрийских наград:
- Орден Святого Георгия 4-й степени (18 сентября 1915)
— «за то, что в боях с 11-го по 14-е февраля 1915 года, будучи назначен начальником левого боевого участка дивизии и лично предводительствуя своим отрядом, при сильном сопротивлении противника, под его действительным огнём, с постоянной опасностью для жизни, являя собою пример высокого мужества и самоотверженности, после 4-дневных непрерывных, упорных боёв, во время которых полком под его непосредственным командованием были взяты с боя ряд укреплённых неприятельских позиций, овладел важнейшим пунктом укреплённой позиции — гор. Праснышем, с занятием которого сражение приняло решительный оборот в нашу пользу, захватив при этом целый ряд трофеев (10-сантиметровое орудие с передком, 29 зарядных ящиков со снарядами, 2 офицера и 350 нижних чинов пленными)»;
- Орден Святого Владимира 3-й степени с мечами (3 января 1915);
- Орден Святого Владимира 4-й степени (17 мая 1914); мечи и бант к ордену (19 июня 1915);
- Орден Святой Анны 2-й степени (6 декабря 1909); мечи к ордену (17 октября 1916);
- Орден Святой Анны 3-й степени (4 мая 1896);
- Орден Святого Станислава 1-й степени с мечами (7 февраля 1917);
- Орден Святого Станислава 2-й степени (6 декабря 1906); мечи к ордену (18 июня 1915);
- Орден Святого Станислава 3-й степени (30 августа 1887);
- Серебряная медаль «В память царствования императора Александра III» (26 февраля 1896);
- Светло-бронзовая медаль «В память 100-летия Отечественной войны 1812» (21 января 1913);
- Императорский австрийский орден Франца Иосифа 3-й степени (Австро-Венгрия; 6 сентября 1884);
- Серебряная медаль «В память 60-летнего юбилея шефства Франца Иосифа в Кексгольмском лейб-гвардии полку» (21 октября 1908).